# 장성남중학교
장성남중학교(長城南中學校)는 대한민국 전라남도 장성군 남면 분향리에 있는 공립 중학교이다.

## 학교 연혁
- 1969년 10월 24일 : 장성남중학교 설립인가
- 1970년 3월 16일 : 개교
- 1973년 12월 10일 : 본관 건물 현대식 개.보수
- 2012년 12월 12일 : 다목적 강당(진남관) 및 급식실 개관
- 2024년 9월 1일 : 제22대 장은자 교장 부임
- 2025년 1월 9일 : 제53회 46명 졸업(졸업생 총수 7,603명)
- 2025년 3월 4일 : 입학식(남 24명, 여 26명 계 50명)

## 참고 자료
- 장성남중학교 - 한국교육학술정보원 학교알리미